# Don Calfa
Don Calfa (Brooklyn (New York), 3 december 1939 - Palm Springs (Californië),  1 december 2016), geboren als Donald George Calfa, was een Amerikaanse acteur en filmproducent.

## Biografie
Calfa werd geboren in Brooklyn maar groeide op in Queens en later in Westchester County. Hij was eerst geïnteresseerd in kleinkunst maar na het zien van films als Rebel Without a Cause en Vertigo besloot hij dat hij ook acteur wilde worden. Calfa stopte met zijn studie op de middelbare school en ging naar The Dramatic Workshop, hij behaalde zijn middelbareschooldiploma via cursussen aan de avondschool.
Calfa begon in 1968 zijn carrière in de film No More Excuses. Hierna heeft hij nog meerdere rollen gespeeld in films en televisieseries zoals Kojak (1974-1975), The Streets of San Francisco (1974-1977), 1941 (1979), Barney Miller (1977-1981), The Return of the Living Dead (1985), Bugsy (1991), Doogie Howser, M.D. (1990-1993), Beverly Hills, 90210 (1993-1994), Progeny (1998) en Dr. Dolittle (1998).
Calfa is op 10 september 1977 getrouwd, en is op 26 augustus 1981 van haar gescheiden.
Calfa heeft in 2003 de televisiefilm Corpses Are Forever geproduceerd.
Calfa stierf op 1 december 2016 op 76-jarige leeftijd.

## Filmografie[4]

### Films
Selectie:
- 1998 Dr. Dolittle – als patiënt bij Hammersmith
- 1991 Bugsy – als Louie Dragna
- 1989 Weekend at Bernie’s – als Paulie, huurmoordenaar van Vito
- 1985 The Return of the Living Dead – als Ernie
- 1981 The Postman Always Rings Twice – als Goebel
- 1979 1941 – als telefoonbediende
- 1979 The Rose – als Don Frank
- 1979 10 – als buurman
- 1977 New York, New York – als Gilbert
- 1976 Nickelodeon – als Waldo

### Televisieseries
Uitgezonderd eenmalige gastrollen.
- 1990 – 1995 Columbo – als Rudy – 2 afl.
- 1993 – 1994 Beverly Hills, 90210 – als mr. Pitts - 3 afl.
- 1990 – 1993 Doogie Howser, M.D. – als Carmine Delpino – 3 afl.
- 1981 Park Place – als Howie Beech – 4 afl.